# Daphne genkwa
Daphne genkwa Siebold & Zucc., 1840, è un arbusto della famiglia delle Thymelaeacee, diffuso in Cina, Corea e Giappone

## Usi
È una delle 50 erbe fondamentali utilizzate nella medicina tradizionale cinese, nella quale ha il nome di yuán huā.